# Claus Luthe
Claus Johannes Luthe (* 8. Dezember 1932 in Wuppertal; † 17. März 2008 in München) war ein deutscher Automobildesigner. Er entwarf wichtige Modelle für die deutschen Automobilhersteller NSU (später Audi) und BMW und gilt als einer der bedeutendsten Automobildesigner des 20. Jahrhunderts.

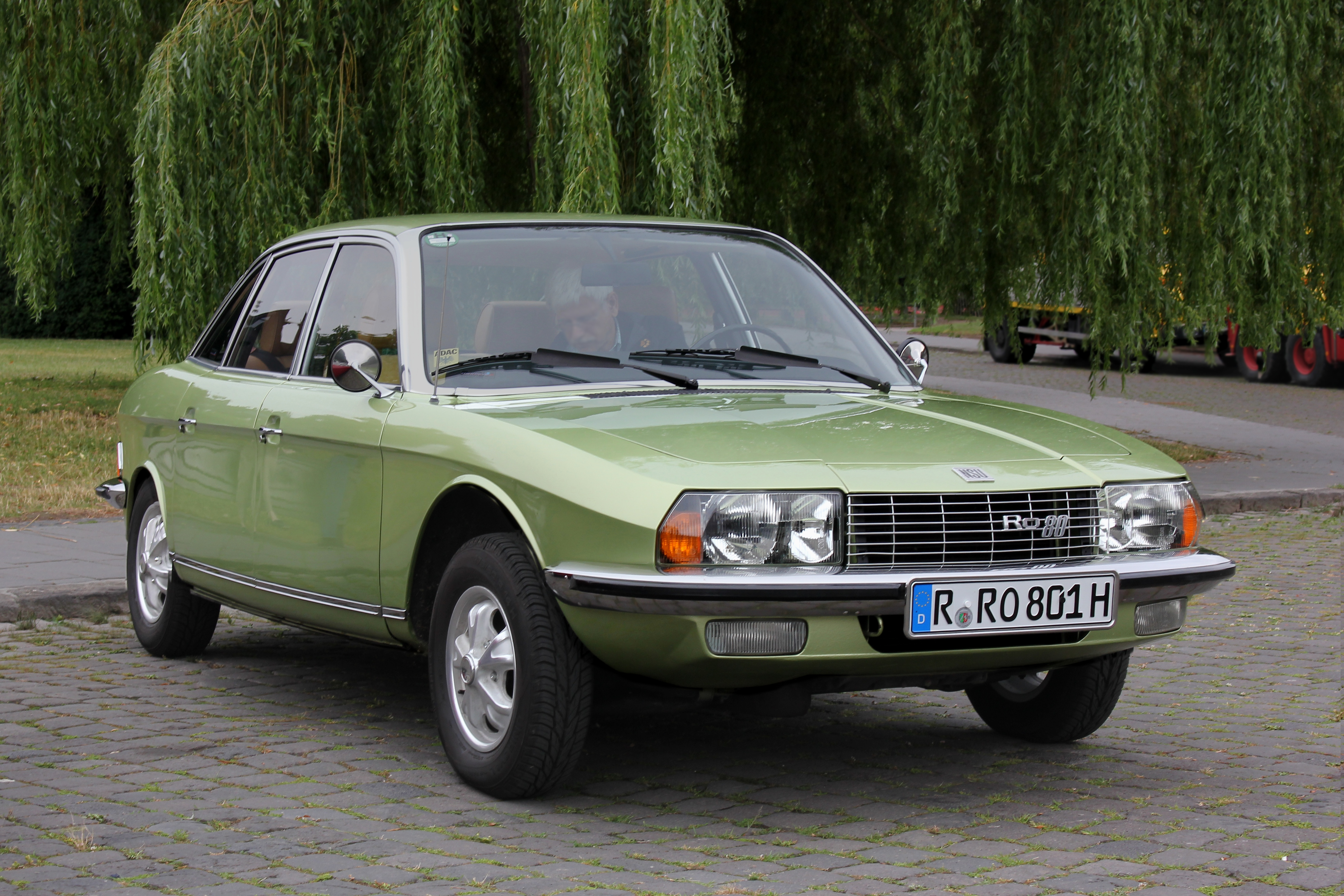
Der wohl bekannteste Entwurf von Claus Luthe: Der NSU Ro 80

## Leben
Als gelernter Karosseriebaumeister arbeitete Claus Luthe zunächst beim Karosseriebauunternehmen Voll in Würzburg, wo er u. a. Omnibusse entwarf. Nach einem kurzen Zwischenaufenthalt bei NSU-Fiat, wo er u. a. am Design der Front des Fiat Nuova 500 mitwirkte, ging er zu NSU, wo er die Designabteilung aufbaute und ab 1967 leitete. 1976 wurde er als Designchef bei BMW Nachfolger von Paul Bracq.
Im April 1990 tötete Luthe nach einem Streit seinen damals 33-jährigen alkohol- und tablettenabhängigen Sohn Ulrich. Am Ende eines Verfahrens, in dem er von dem Psychiater Henning Saß begutachtet worden war, wurde er im Dezember 1990 wegen Totschlags in einem minder schweren Fall zu einer Freiheitsstrafe von zwei Jahren und neun Monaten verurteilt. Der Haftbefehl wurde jedoch bald außer Vollzug gesetzt und Luthe kam frei. 
Mit BMW einigte er sich, in den vorzeitigen Ruhestand zu treten; er blieb jedoch freier Berater. Zu seinem Nachfolger wurde Chris Bangle ernannt.

## Fahrzeuge
Die bekanntesten Autos, die Claus Luthe in den 1960er Jahren entwarf, waren
- die zweite Generation des NSU Prinz, für den er Anleihen beim Design des Chevrolet Corvair nahm, um dem Prinz sein ursprüngliches Kleinwagen-Aussehen zu nehmen,
- der NSU Wankel Spider,
- der damals revolutionäre NSU Ro 80, der bis heute als Meilenstein im Automobildesign gilt (1967),
- sowie der VW K 70 (ursprünglich NSU K70).

Nach der NSU-Übernahme durch die Volkswagenwerk AG kam der K70 als Volkswagen in modifizierter Form auf den Markt.
Luthe arbeitete von 1971 bis 1976 bei der Audi NSU Auto Union AG und entwarf dort u. a.:
- den Audi 50 (der spätere VW Polo I)
- die zweite Generation des Audi 100 (Audi 100 C2)
- die zweite Generation des Audi 80 (Audi 80 B2)

Der Audi 80 B2 wurde nach seinem Ausscheiden bei Audi NSU deutlich modifiziert.
Als Leiter der Designabteilung von BMW entwarf Luthe, zumeist in Zusammenarbeit mit Ercole Spada:
- die zweite und dritte Generation der 5er-Reihe (E28 und E34),
- die zweite und dritte Generation der 3er-Reihe (E30 und E36)
- die zweite Generation der 7er-Reihe (E32) und
- das 8er-Coupé (E31)

### NSU (1956–1971)

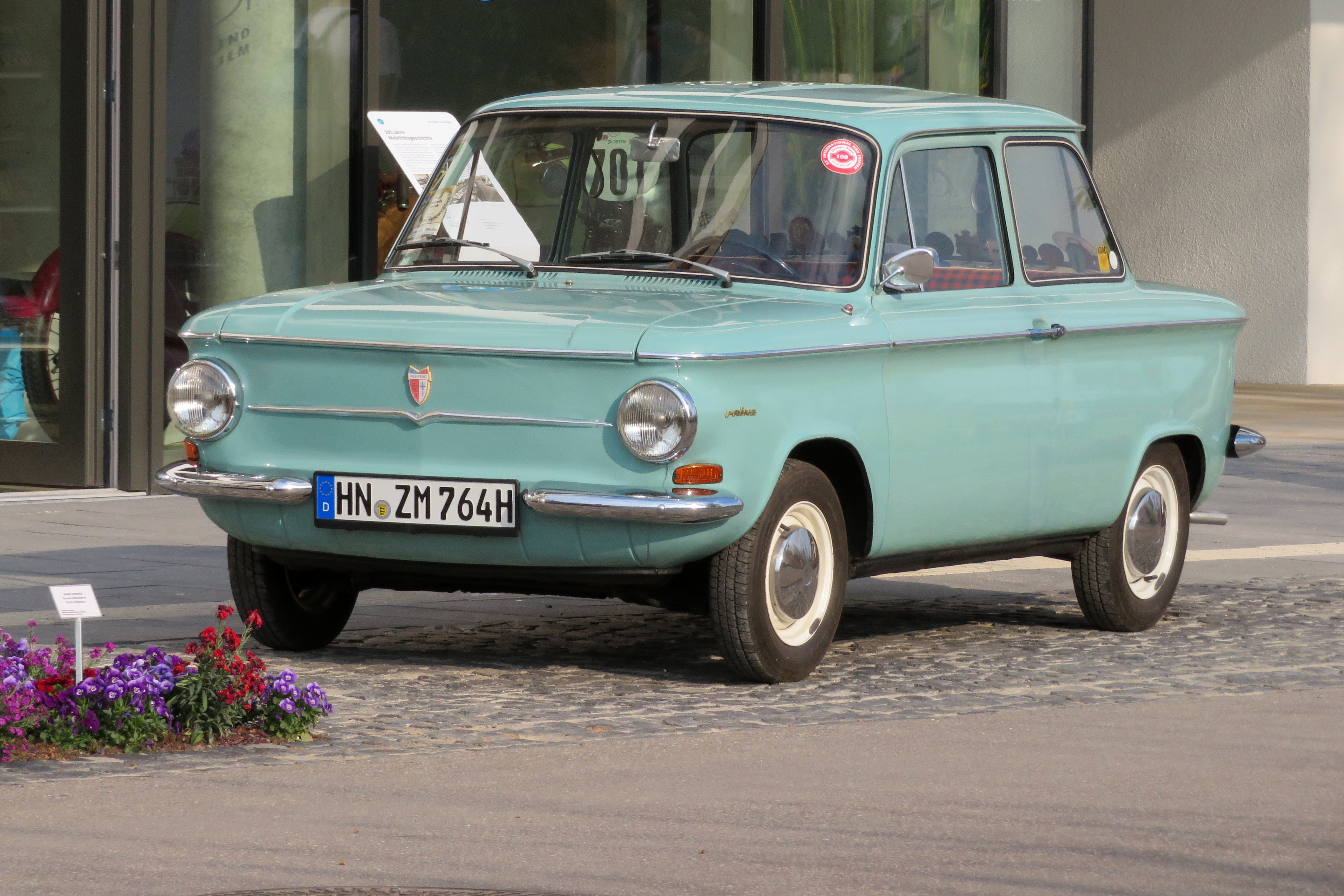
NSU Prinz 4
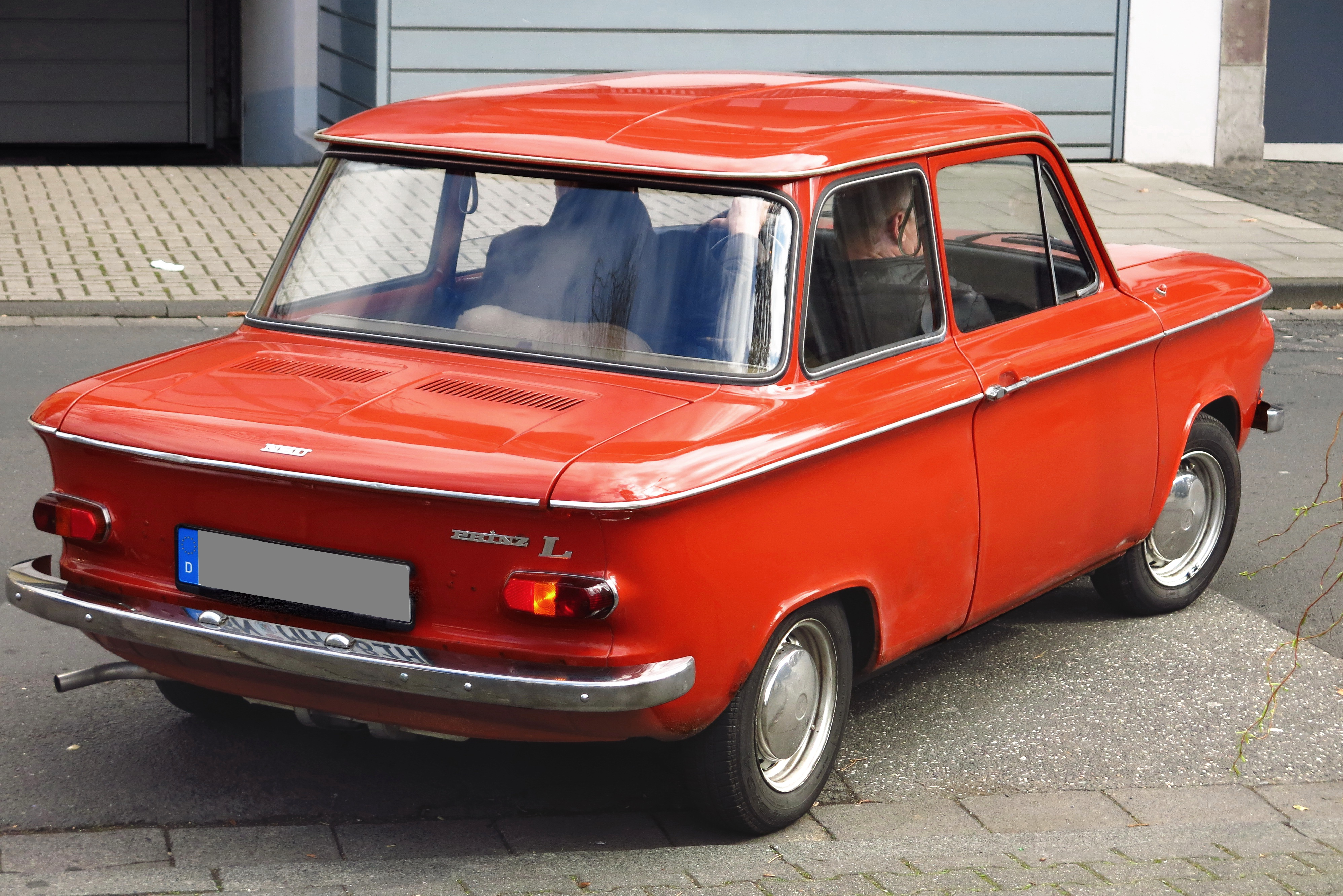
NSU Prinz 4
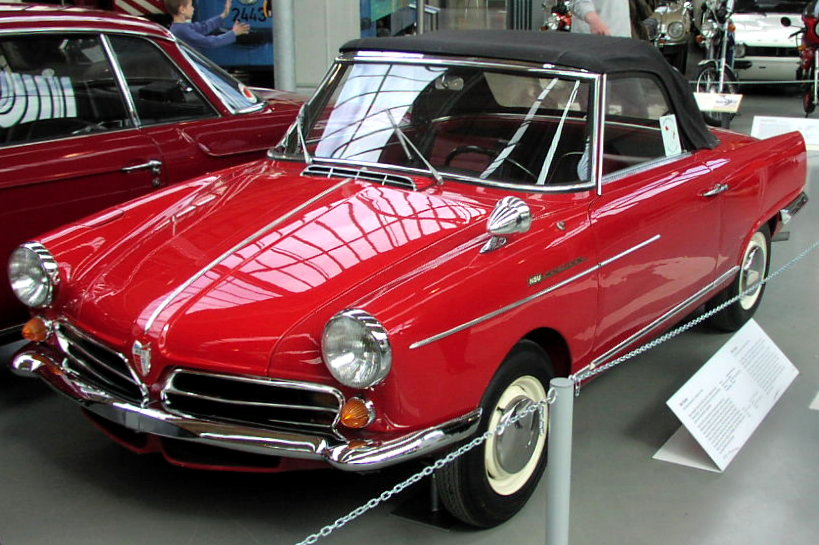
NSU Wankel Spider
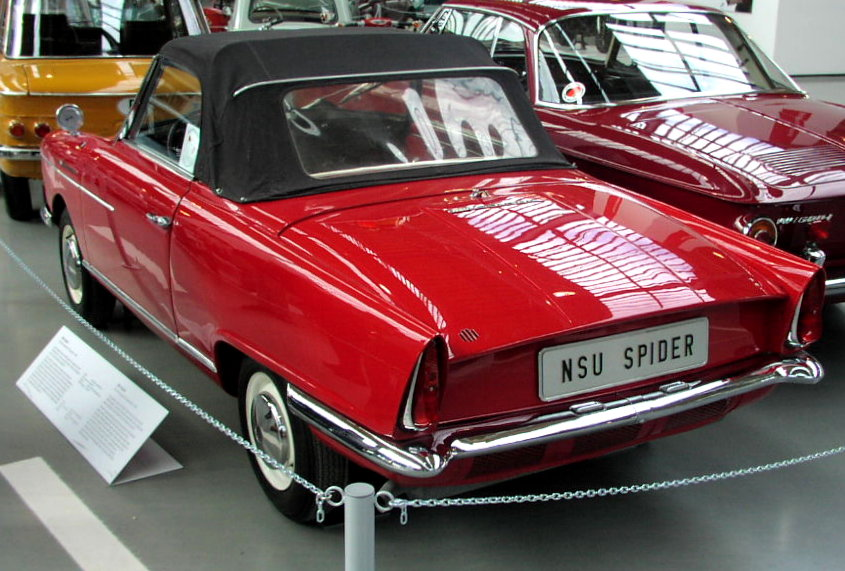
NSU Wankel Spider
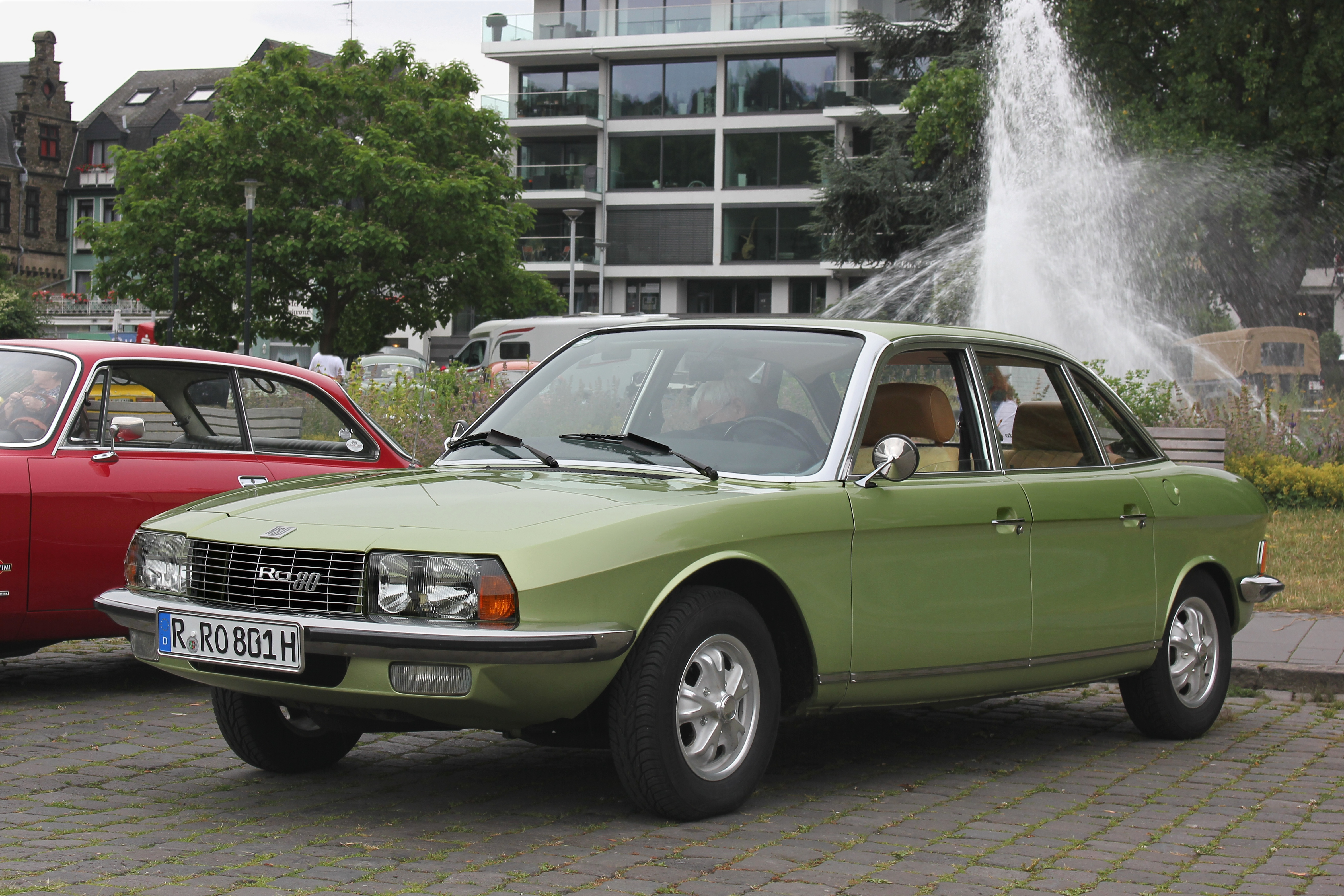
NSU Ro 80
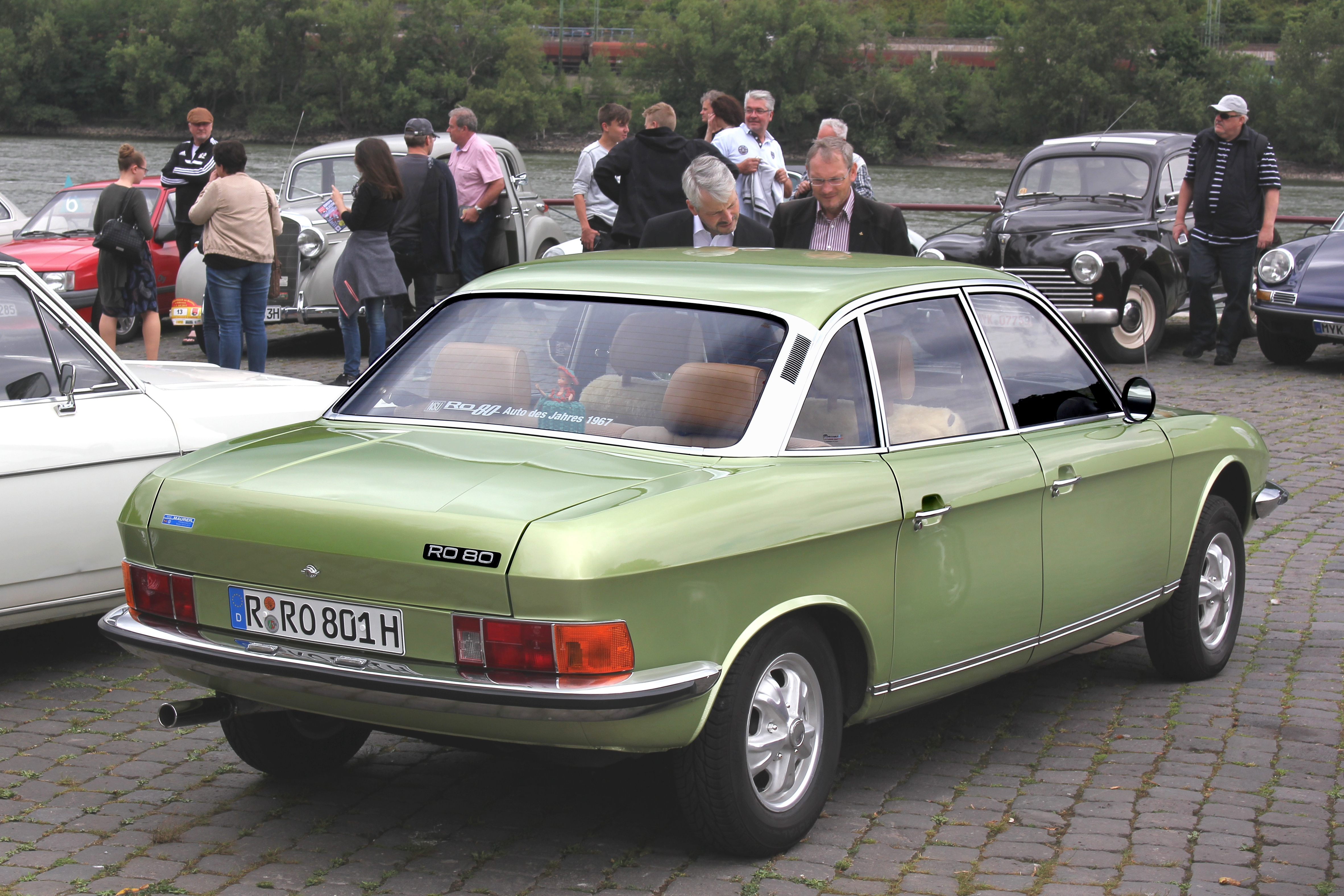
NSU Ro 80
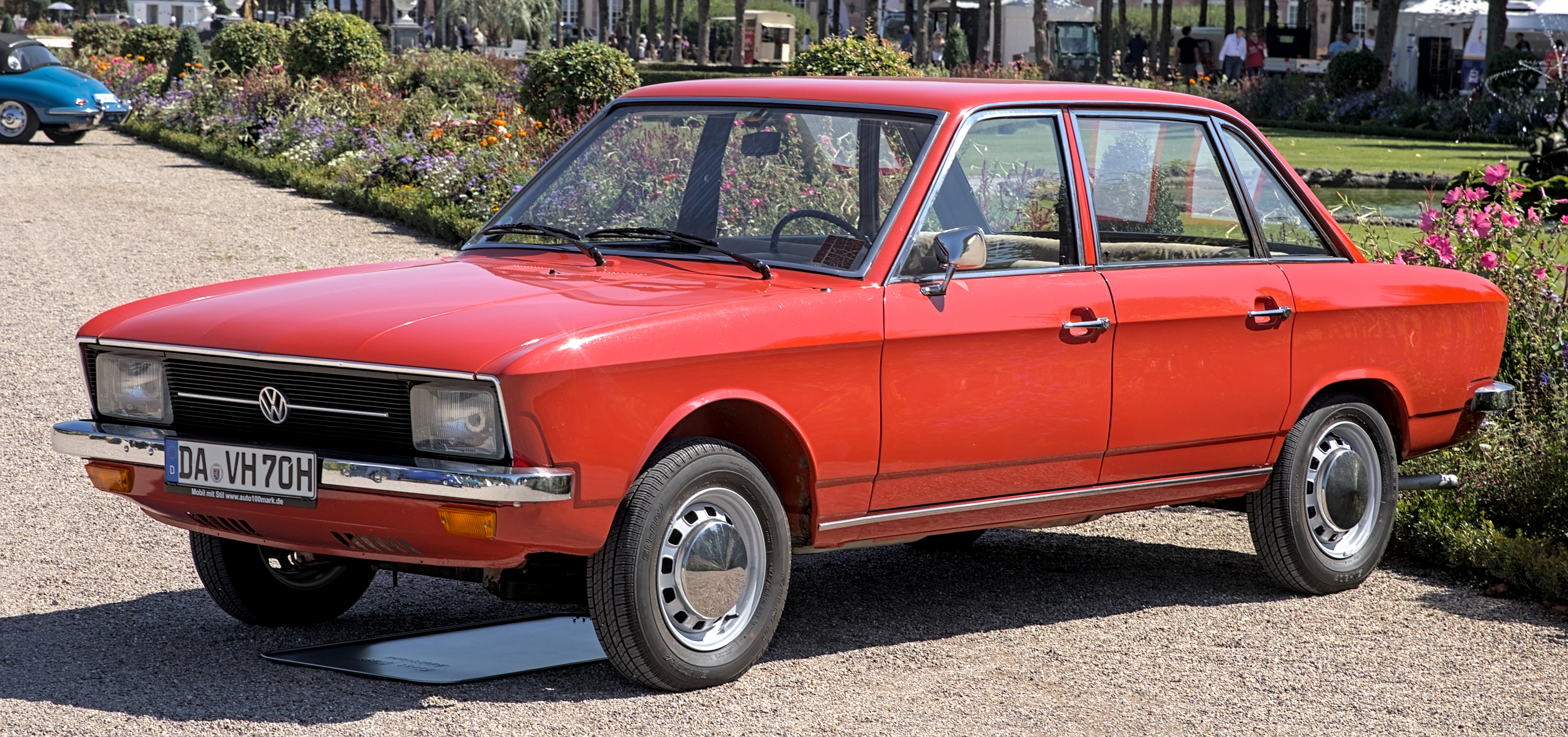
VW K 70
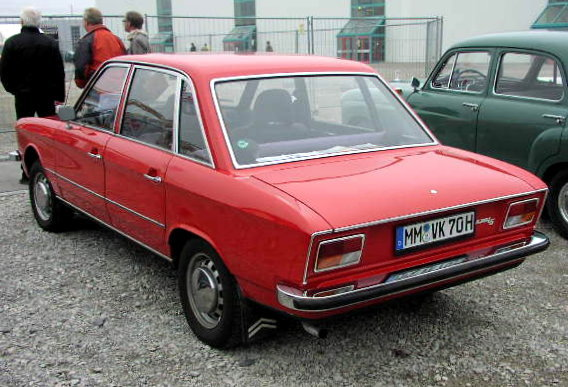
VW K 70

### AUDI NSU (1971–1976)

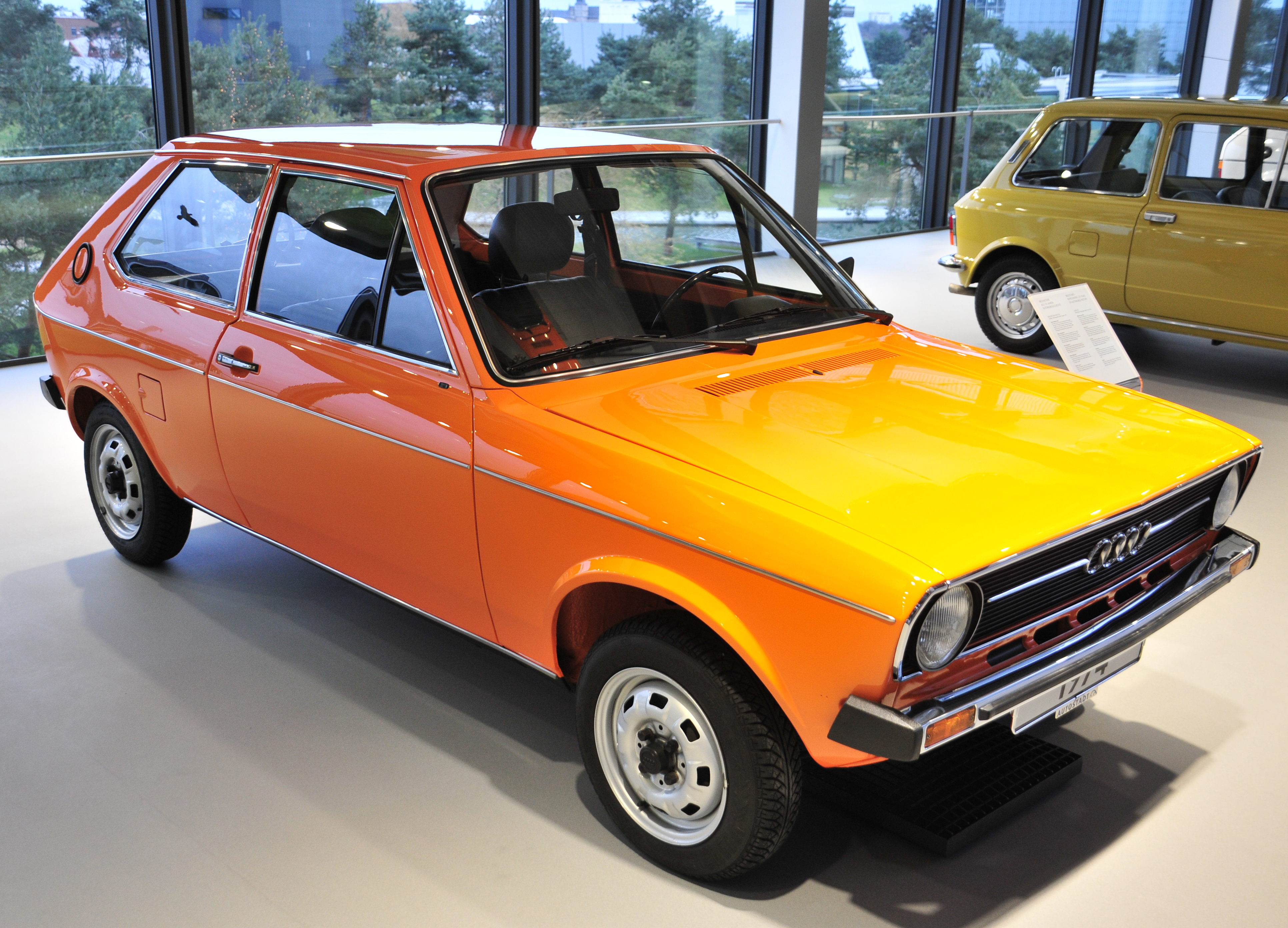
Audi 50
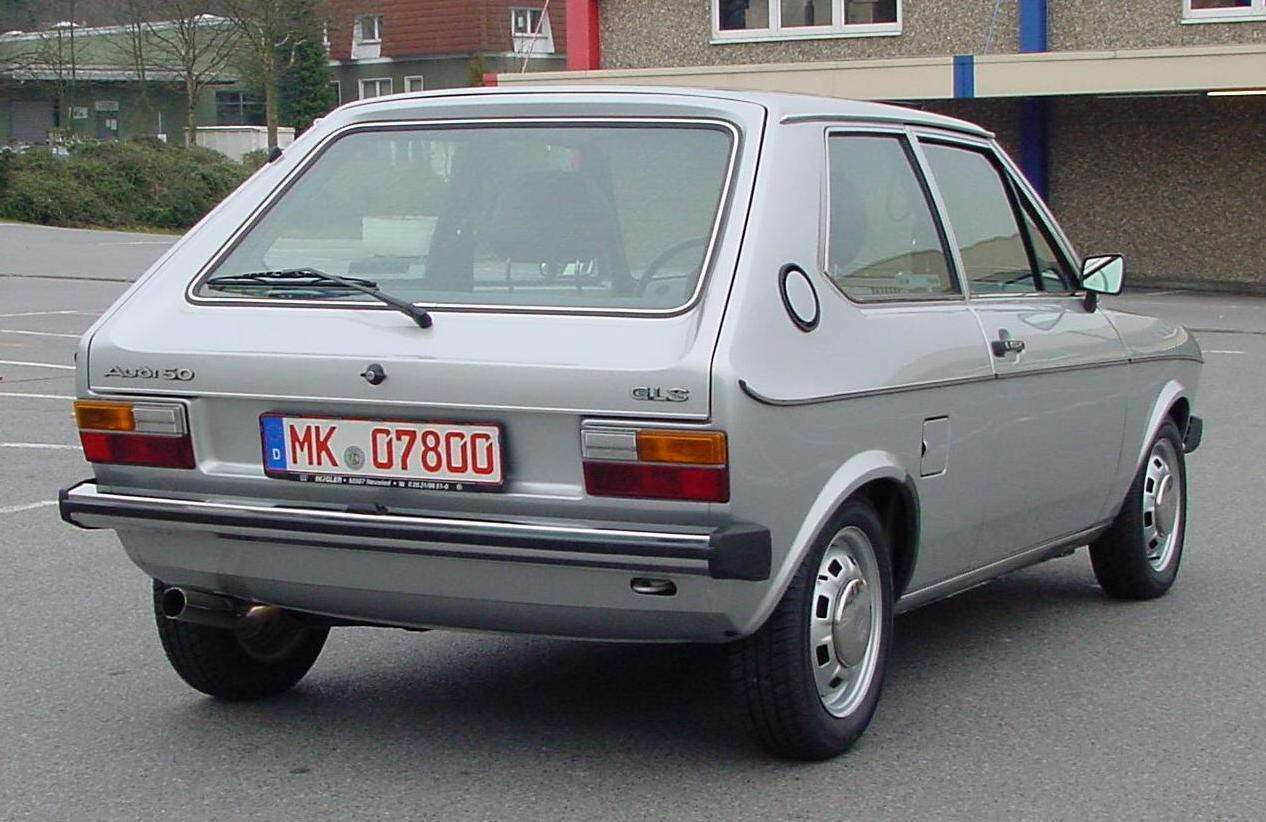
Audi 50
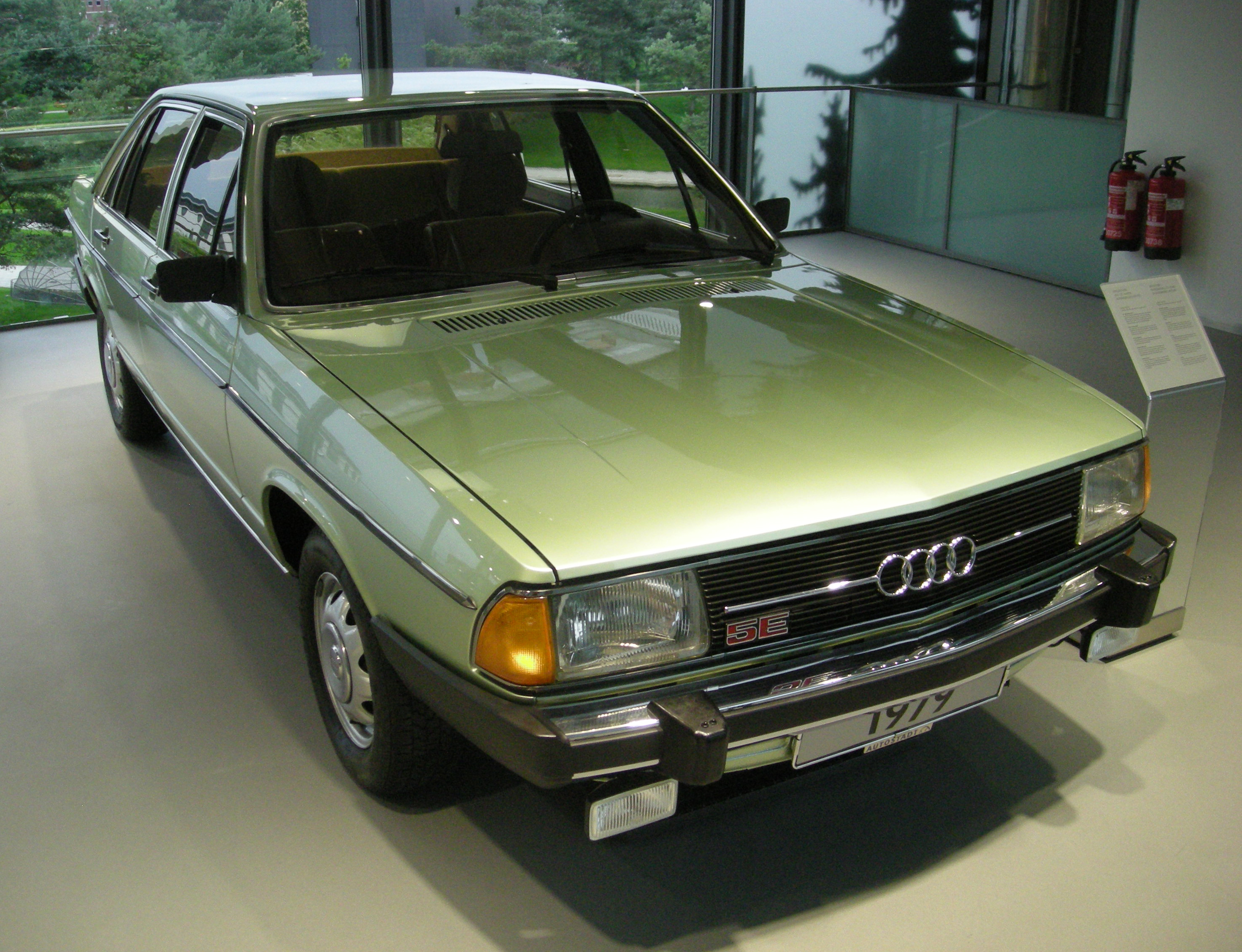
Audi 100 C2

### BMW (1976–1990)

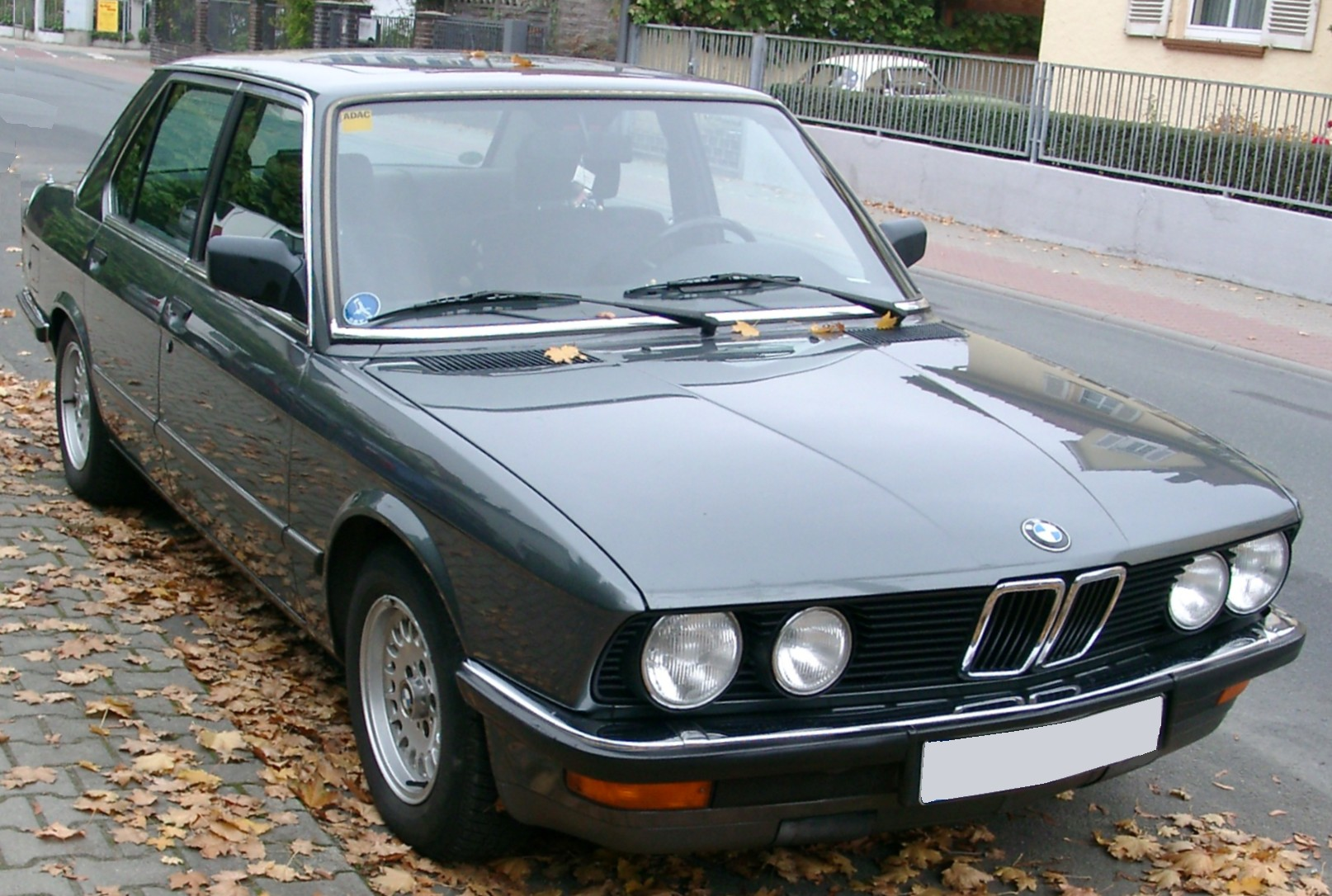
BMW E28
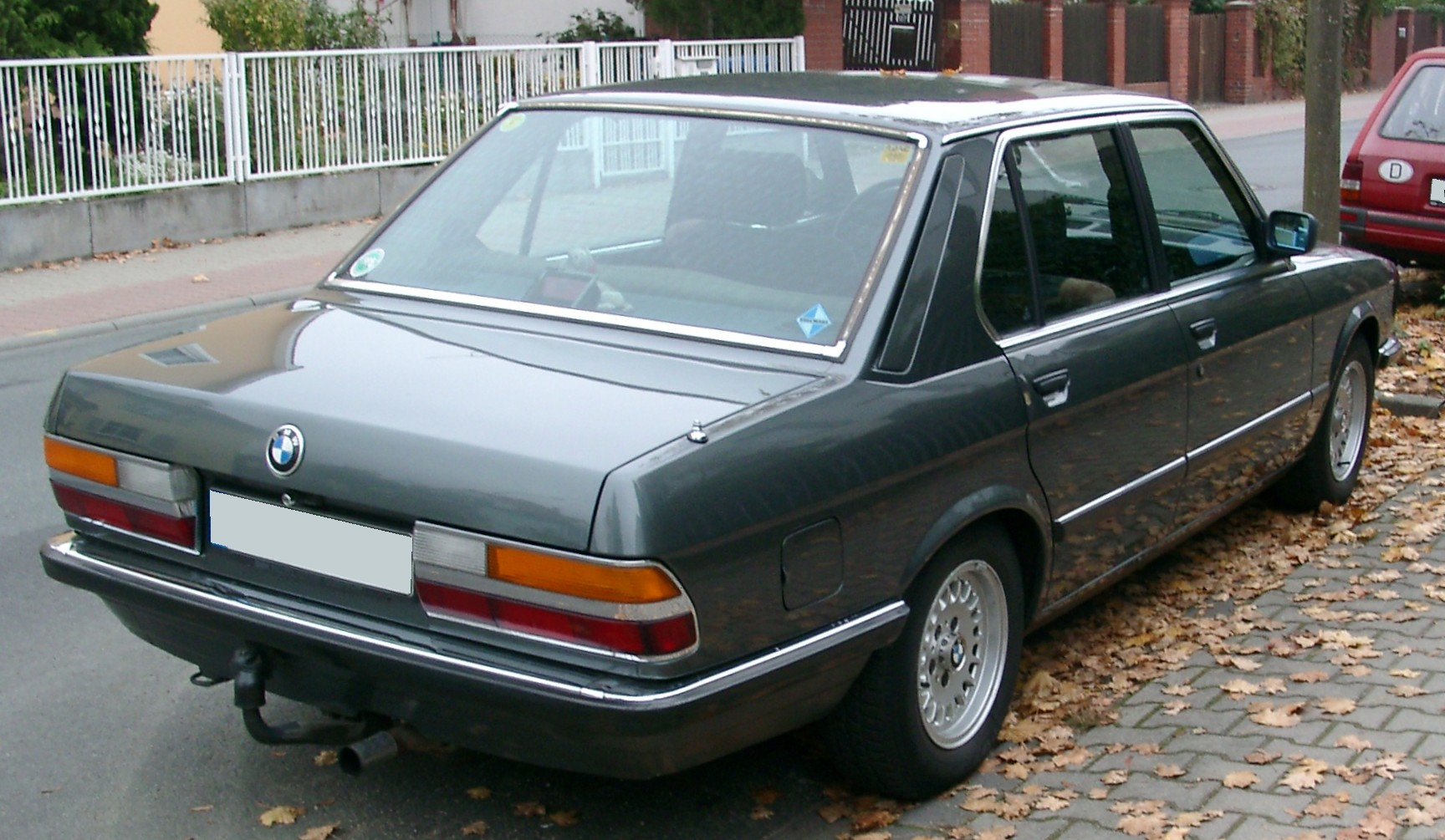
BMW E28
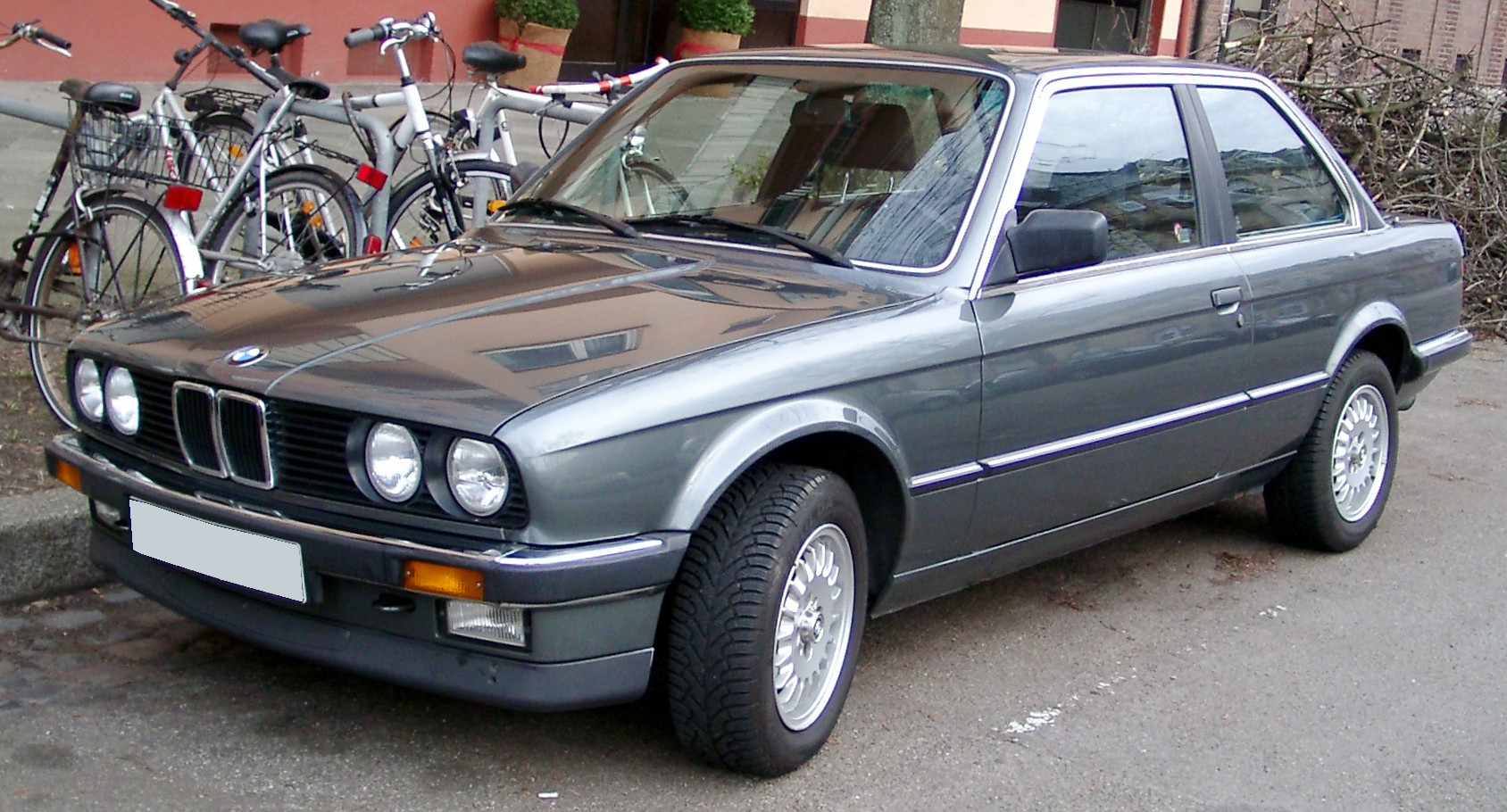
BMW E30
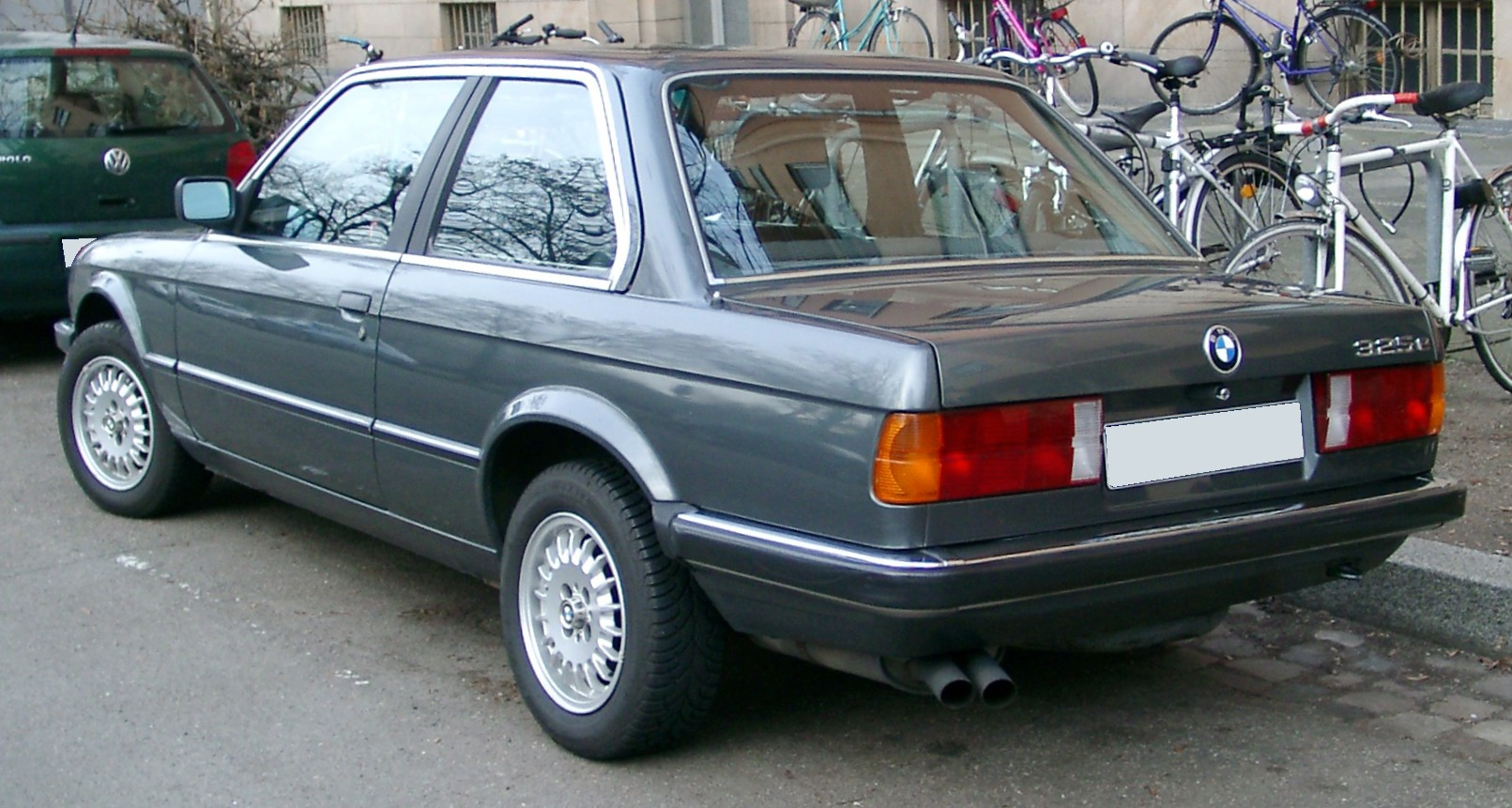
BMW E30
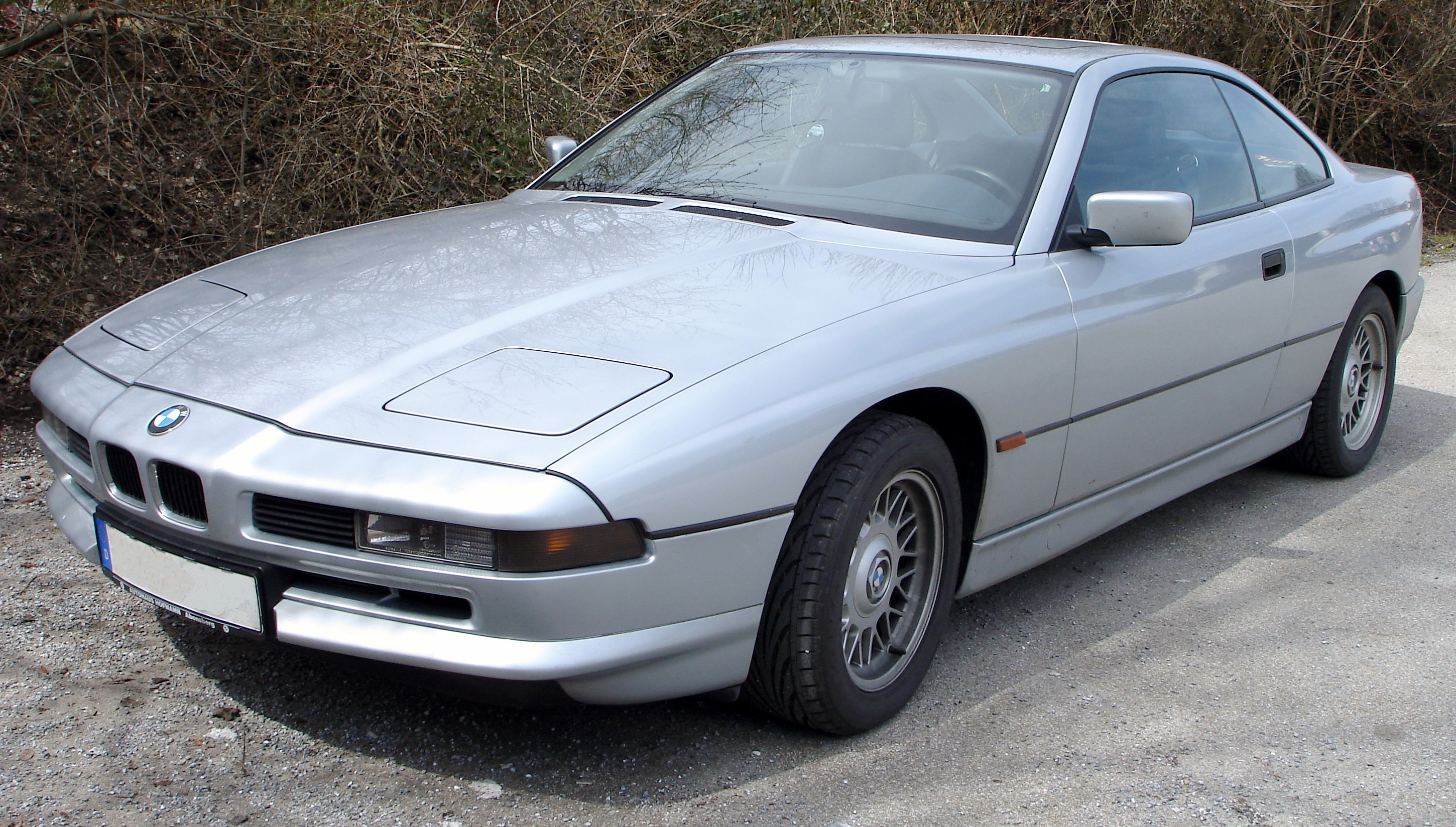
BMW E31
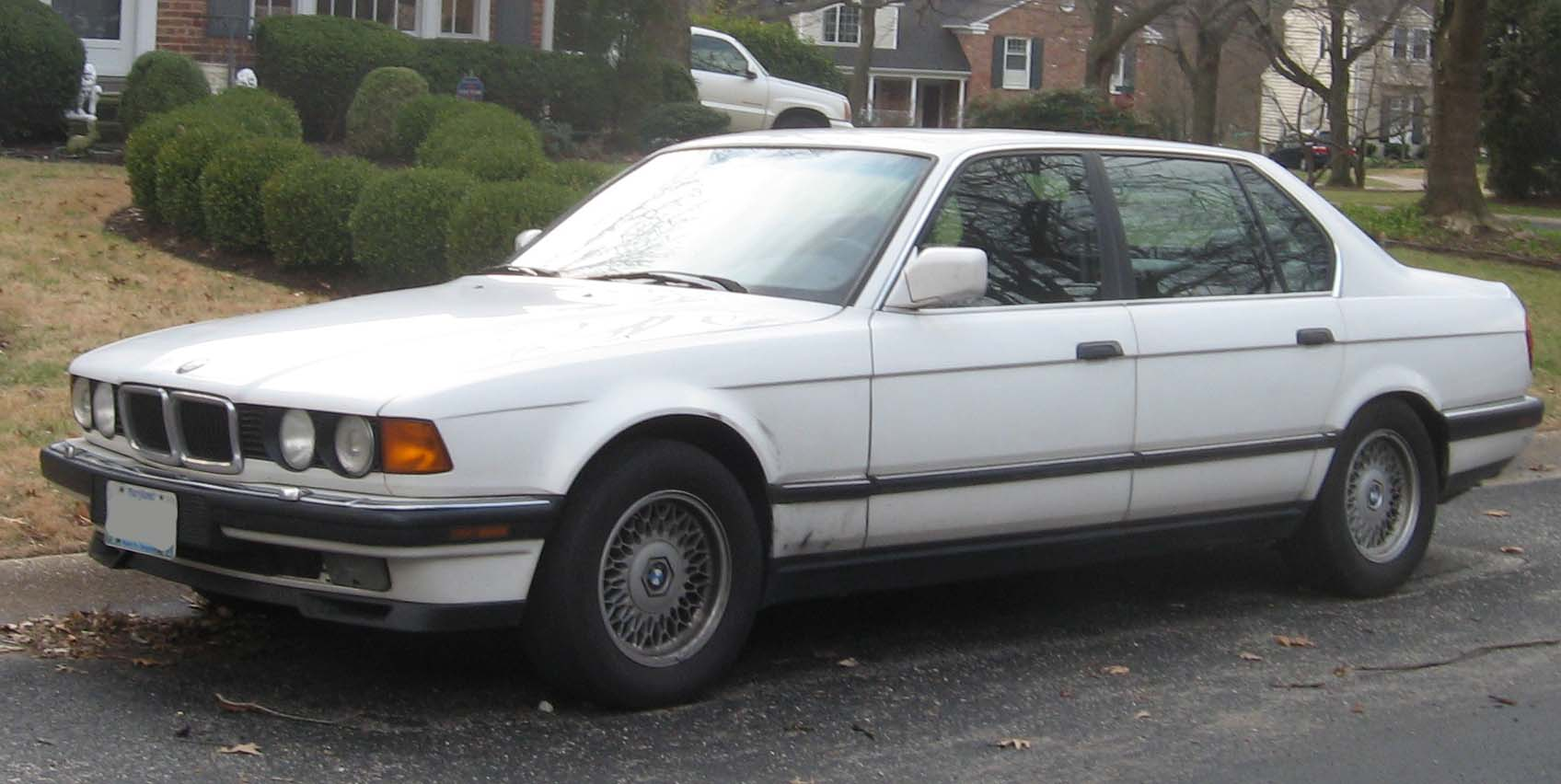
BMW E32
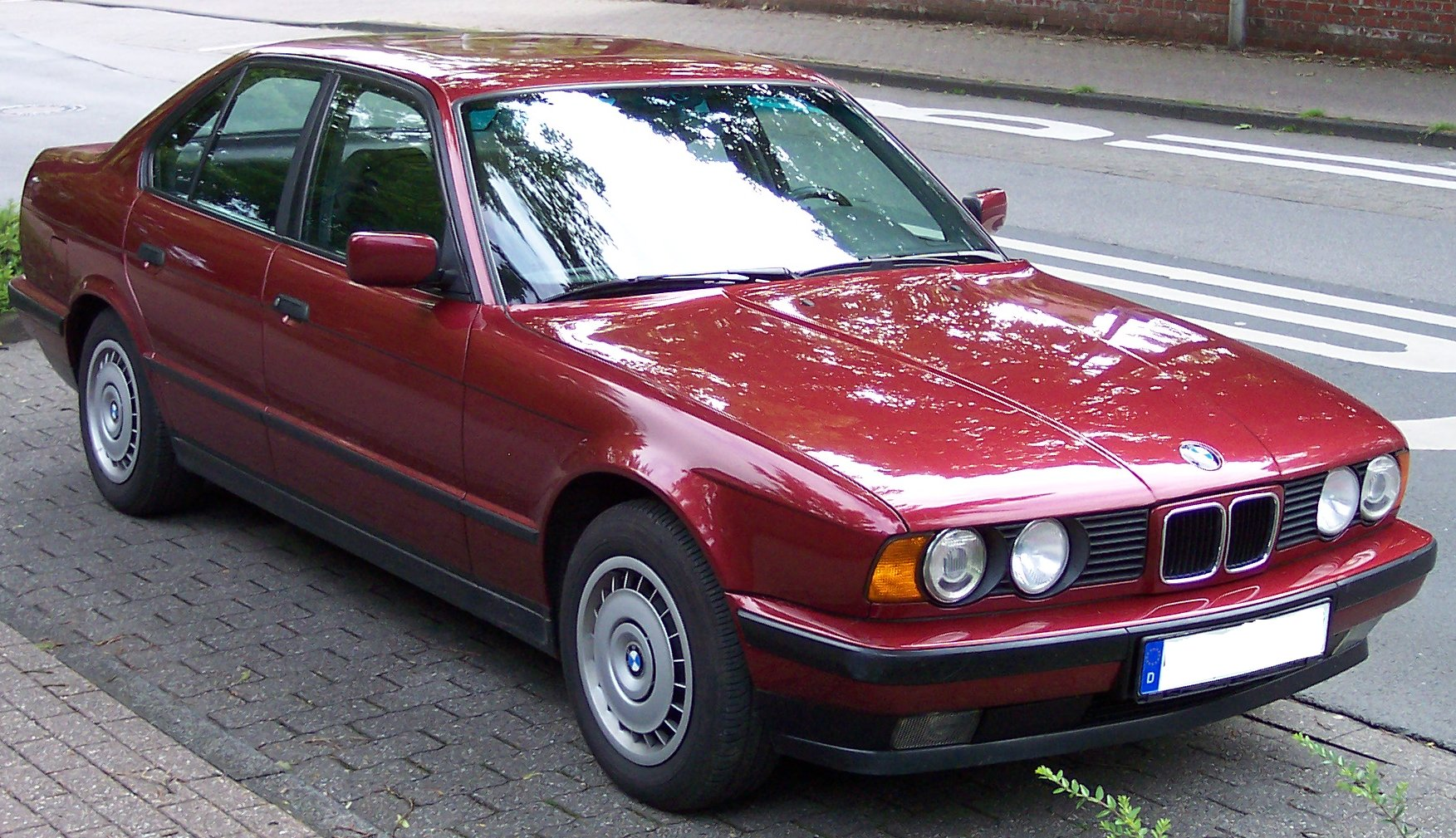
BMW E34
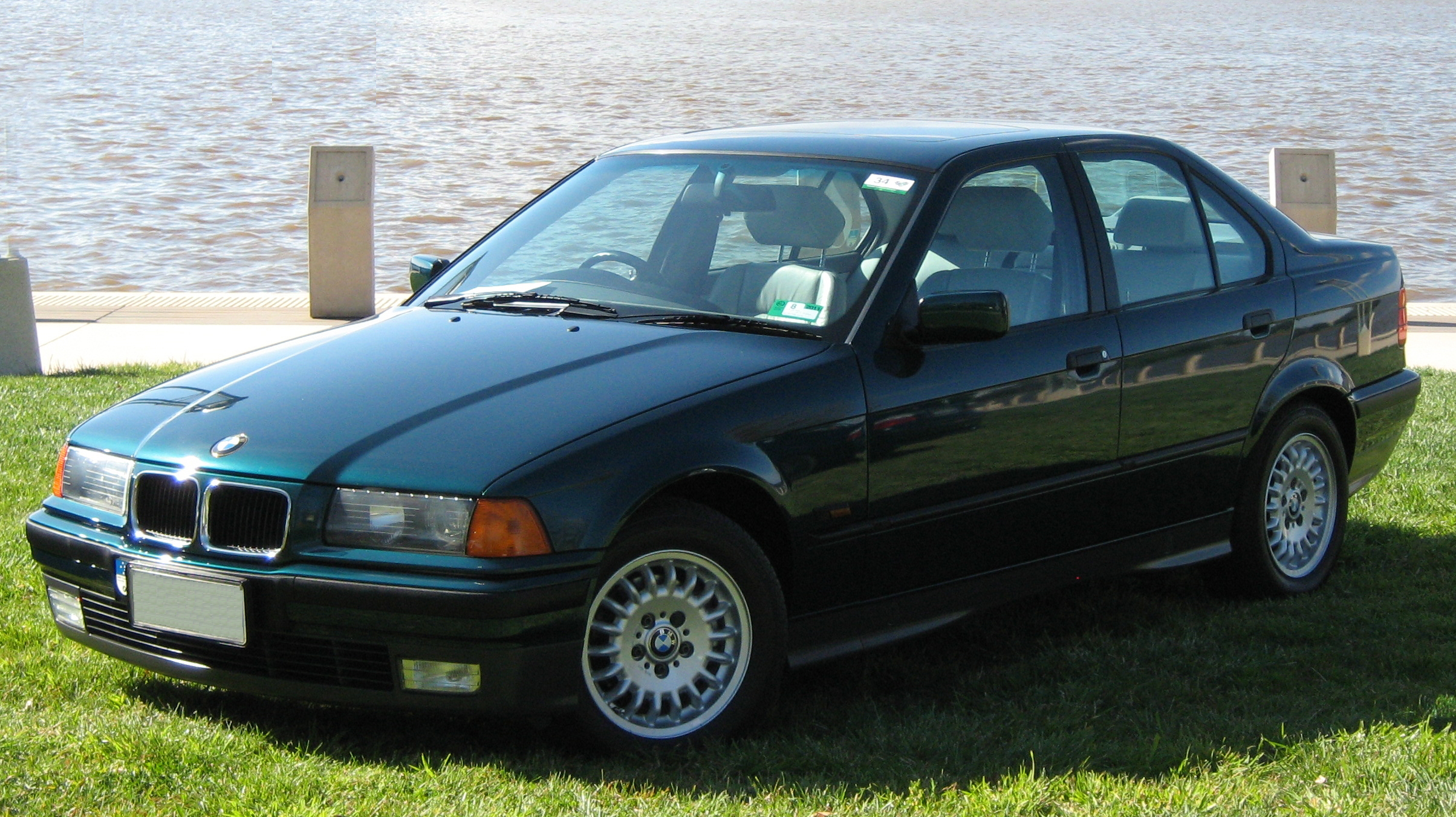
BMW E36